# Nguyen-heren
De leden van de Vietnamese familie Nguyen heersten in het centrale en zuidelijke deel van hedendaags Vietnam in de gebieden Annam en Cochin China vanuit de stad Hué. Ze waren aan de macht vanaf het begin van de regeerperiode van keizer Le Trung Hung van de latere Le-dynastie in het midden van de 16e eeuw tot aan de Tay Son-rebellie in de 19e eeuw.
De familie was in naam ondergeschikt aan de keizer van Vietnam en hun belangrijkste rivaal was de familie Trinh in noordelijk Vietnam (Tonkin). De Nguyen waren de heren van het zuiden, maar kregen voor hun naam de titel "Vuong" (koning) toegekend. Na de Tay Son-rebellie werd een prins uit de familie Nguyen, Gia Long, de nieuwe keizer van Vietnam. Hierdoor kregen de leden van de Nguyens postuum de keizerlijke titels.

## Het begin
In 1527 zette Mac Dang Dung de Le-keizer af en richtte hij de Mac-dynastie op. Een generaal van de Le, Nguyen Kim (1468-1545), hielp de Le terug op de troon en hij kreeg hiervoor een belangrijke post aan het hof van de keizer. Hij had drie kinderen. De oudste was een dochter, Ngoc Bao (Ngọc Bảo), en zij trouwde met Trinh Kiem, de eerste van de Trinh-heersers. De twee anderen waren zoons en zij volgden hun vader op als generaals. De oudste van de twee, Nguyen Uong, werd vermoord door Trinh Kiem. De tweede, Nguyen Hoang, vestigde zich in Thuan Hoa (Thuận Hoá, waar nu Hué ligt) met het plan de Trinh af te zetten. Alles samen waren er negen Nguyens.

## De negen Nguyen-heren
1. Nguyen Hoang (1525-1613) bijgenaamd Chúa Tiên ("Eerste Heer"), laatste kind van Nguyen Kim, riep zich uit tot Heer in 1558, had tien zoons en twee dochters. Een van zijn dochters trouwde met Trinh Trang.
2. Nguyen Phuc Nguyen (1563-1635) bijgenaamd Chúa Sãi of Chúa Bụt ("Tempelheer"), zesde zoon van de Eerste Heer, besteeg de troon in 1613 omdat zijn oudere broers vroeg waren gestorven en er een door de Trinh werd gevangen gehouden in het noorden, had elf zoons en vier dochters. Hij was de eerste die de familienaam "Nguyen Phuc" gebruikte. Volgens de legende was zijn moeder tijdens haar zwangerschap bezocht door een geest die haar een stuk papier toonde met "Phúc" ("geluk") op geschreven. Toen ze dat vertelde, feliciteerde iedereen haar en ze stelden voor het kind de naam "Phuc" te geven. Maar zijzelf vond het beter als heel de familie van de naam zou profiteren en dus werd het woord toegevoegd aan de familienaam.
3. Nguyen Phuc Lan (1601-1648) bijgenaamd Chúa Thượng ("Hoge Heer"), tweede zoon van de Tempelheer, besteeg de troon in 1635 omdat zijn oudste broer vroeg was gestorven, had drie zoons en één dochter.
4. Nguyen Phuc Tan (1620-1687) bijgenaamd Chúa Hiền ("Zachtmoedige Heer"), tweede zoon van de Hoge Heer, besteeg de troon in 1648 omdat al zijn broers vroeg waren gestorven, had zes zoons en drie dochters.
5. Nguyen Phuc Tran (1650-1691) bijgenaamd Chúa Nghĩa ("Trouwe Heer"), twee zoon van de Zachtmoedige Heer, besteeg de troon in 1687 omdat zijn oudste broer vroeg was gestorven, had vijf zoons en evenveel dochters. (Volgens sommige bronnen zou de Rechtvaardige Heer Nguyen Phuc Thai zijn en zou Nguyen Phuc Trăn niet hebben bestaan, maar wel een Nguyen Phuc Trân.) Hij verplaatste de hoofdstad naar Hué.
6. Nguyen Phuc Chu (1675-1725, ook wel Nguyen Phuc Tu) bijgenaamd Chúa Minh ("Rechtvaardige Heer") of Quốc Chúa, oudste zoon van de Trouwe Heer, besteeg de troon in 1691, had 38 zoons en vier dochters. Hij was de eerste die een ambassadeur stuurde naar de Chinese Qing-keizers met de vraag keizer te worden. Dat werd echter niet aanvaard aangezien de Qing de Le-keizer nog steeds beschouwden als keizer van heel Vietnam.
7. Nguyen Phuc Thu (1697-1738, ook wel Nguyen Phuc Chu) bijgenaamd Chúa Ninh ("Heer van Vrede"), oudste zoon van de Rechtvaardige Heer, besteeg de troon in 1725, had drie zoons en zes dochters.
8. Nguyen Phuc Khoat (1714-1765) bijgenaamd Chúa Vũ of Vũ Vương ("Heer van het Leger"), oudste zoon van de Heer van Vrede, besteeg de troon in 1738, had achttien zoons en twaalf dochters. Hij liet zich vanaf 1744 "vương" ("koning") noemen naar voorbeeld van de Trinh-heren in het noorden. De territoria van de Nguyen werden vanaf dan beschouwd als een onafhankelijk koninkrijk.
9. Nguyen Phuc Thuan (1753-1777) bijgenaamd Định Vương of Chúa Định ("Standvastige Heer"), zestiende zoon van de Heer van het Leger, besteeg de troon in 1765, had geen kinderen. Toen zijn vader leefde, wilde hij dat zijn negende zoon, Nguyen Phuc Hieu (Nguyễn Phúc Hiệu) hem zou opvolgen. Nadat deze stierf, besloot hij dat zijn tweede zoon, Nguyen Phuc Luan (Nguyễn Phúc Luân of Nguyễn Phúc Côn, de vader van Gia Long), de opvolger zou worden. Toen de Heer van het Leger dan stierf, werd Nguyen Phuc Luan vermoord door een belangrijk generaal, Truong Phuc Loan, die zelf de twaalfjarige Nguyen Phuc Thuan op de troon plaatste.

## Einde
In 1773 begonnen de Tay Son-broers Nguyen Nhac, Nguyen Hue en Nguyen Lu (Nguyen Nhạc, Huệ en Lữ) aan een opstand vanuit Binh Dinh. Ze namen de stad Qui Nhon onder het devies "Phù Nguyễn diệt Trương" ("Leve Nguyen, weg met Truong", de Truong die hier wordt bedoeld is Truong Phuc Loan). Nadat Nguyen Phuc Thuan was verslagen door de Tay Son, werd Nguyen Phuc Duong Heer, onder de bijnaam Tân Chính Vương. In 1777 nam Nguyen Hue de stad Gia Định (nu Ho Chi Minhstad). De Tay Son doodden Nguyen Phuc Duong en het grootste deel van zijn familie. Enkel Nguyen Phuc Anh (Nguyễn Phúc Ánh) wist te ontsnappen. Hij begon op zijn eentje de troepen te hergroeperen en hij nam Saigon (nu Ho Chi Minhstad) en rukte op naar Bình Thuận. In 1780 besteeg hij de troon als koning Gia Định. Dit was het begin van de Nguyen-dynastie.

## Opmerkingen in verband met naamgeving
De zuidelijke Vietnamezen spraken enkele namen verschillend uit. De voornaam van de Eerste Heer, Hoàng, wordt er Huỳnh. De Heer van het Leger oftewel Vũ Vương wordt Võ Vương. En het woord phúc spreken zij uit als phước, zodat de familienaam van de Nguyens vaak als "Nguyen Phuoc" wordt geschreven.